# Internationale Anerkennung des Staates Palästina
| Anerkennung erfolgt Anerkennung angekündigt | Anerkennung erwogen Keine Anerkennung |

| Zustimmung: 138 Ablehnung: 9 | Enthaltung: 41 Abwesend: 5 |

Gegenwärtiger Stand der Internationalen Anerkennung Palästinas

UN-Resolution 67/19 im Jahr 2012 über die Anerkennung Palästinas als Beobachterstaat:

Die internationale Anerkennung des Staates Palästina bedeutet eine Willenserklärung anderer Staaten, einen palästinensischen Herrschaftsverband als Staat im Sinne des Völkerrechts anzuerkennen. Die Frage der internationalen Anerkennung des Staates Palästina als separates Subjekt zu Israel (Zweistaatenlösung) steht im Mittelpunkt des Israelisch-palästinensischen Konflikts.

## Grundsätzliches
Die Entscheidung, ob ein Staat einen anderen Staat als Völkerrechtssubjekt anerkennen will, liegt grundsätzlich im freien Ermessen eines jeden Staates.
Von den 193 Mitgliedstaaten der Vereinten Nationen haben 147 (d. h. über 76 %) den Staat Palästina als unabhängigen Staat anerkannt, darunter mit China und Russland zwei der fünf Vetomächte im UN-Sicherheitsrat. Seit dem 29. November 2012 (UN-Resolution 67/19) hat der Staat Palästina den Status eines Beobachterstaats bei der Generalversammlung der Vereinten Nationen. Durch diese Aufwertung des völkerrechtlichen Status Palästinas erhielten die Palästinenser Zugang zum Internationalen Strafgerichtshof und Unterorganisationen der UN. Seit 2011 ist der Staat Palästina außerdem Vollmitglied der UNESCO. Ein Antrag der PLO auf Aufnahme des Staates Palästina in die WHO scheiterte 1989, nachdem die USA ankündigten, im Falle der Aufnahme Palästinas die Finanzierung einzustellen.
Am 10. Mai 2024 stimmte mit der Resolution ES-10/23 die UN-Generalversammlung in einer nicht bindenden Entscheidung für eine Vollmitgliedschaft, zuvor war im April 2024 eine Abstimmung am Veto der USA im UN-Sicherheitsrat gescheitert.
Die israelische Besetzung der palästinensischen Territorien (Westjordanland, Gazastreifen und Ostjerusalem) wurde vom Internationalen Gerichtshof am 19. Juli 2024 mit dem nicht bindenden Gutachten zu den rechtlichen Folgen von Israels Besatzungspolitik als illegal eingestuft; die UN-Generalversammlung forderte auf dieser Grundlage im September 2024 den Rückzug Israels aus den palästinensischen Gebieten binnen eines Jahres.

## Anerkennung

### Durch UN-Mitgliedstaaten
Die folgende Liste umfasst alle 147 Mitgliedstaaten der Vereinten Nationen, welche den von der PLO am 15. November 1988 in Algier ausgerufenen Staat Palästina als unabhängigen Staat anerkennen. Bis zum Krieg in Israel und Gaza seit 2023 waren es 137 Staaten.
|     | Land                                     | Datum                | Region/Kontinent | Anerkennung Israels | Quelle               |
| --- | ---------------------------------------- | -------------------- | ---------------- | ------------------- | -------------------- |
| 1   | Algerien                                 | 15. Nov. 1988        | Nordafrika       | nein                | [ 9 ] [ 10 ]         |
| 2   | Bahrain                                  | 15. Nov. 1988        | Asien            | ja                  | [ 9 ] [ 10 ]         |
| 3   | Irak                                     | 15. Nov. 1988        | Asien            | nein                | [ 9 ] [ 10 ]         |
| 4   | Kuwait                                   | 15. Nov. 1988        | Asien            | nein                | [ 9 ] [ 10 ]         |
| 5   | Libyen                                   | 15. Nov. 1988        | Nordafrika       | nein                | [ 9 ] [ 10 ]         |
| 6   | Malaysia                                 | 15. Nov. 1988        | Asien            | nein                | [ 9 ] [ 10 ]         |
| 7   | Mauretanien                              | 15. Nov. 1988        | Afrika           | ja                  | [ 9 ] [ 10 ]         |
| 8   | Marokko                                  | 15. Nov. 1988        | Nordafrika       | ja                  | [ 9 ] [ 10 ]         |
| 9   | Somalia                                  | 15. Nov. 1988        | Afrika           | nein                | [ 9 ] [ 10 ]         |
| 10  | Tunesien                                 | 15. Nov. 1988        | Nordafrika       | ja                  | [ 9 ] [ 10 ]         |
| 11  | Türkei                                   | 15. Nov. 1988        | Eurasien         | ja                  | [ 9 ] [ 10 ]         |
| 12  | Jemen (als Nordjemen und Südjemen)       | 15. Nov. 1988        | Asien            | nein                | [ 9 ] [ 10 ]         |
| 13  | Afghanistan                              | 16. Nov. 1988        | Asien            | nein                | [ 9 ] [ 10 ]         |
| 14  | Bangladesch                              | 16. Nov. 1988        | Asien            | nein                | [ 9 ] [ 10 ]         |
| 15  | Kuba                                     | 16. Nov. 1988        | Karibik          | nein                | [ 9 ] [ 10 ]         |
| 16  | Jordanien                                | 16. Nov. 1988        | Asien            | ja                  | [ 9 ] [ 10 ]         |
| 17  | Madagaskar                               | 16. Nov. 1988        | Afrika           | ja                  | [ 9 ] [ 10 ]         |
| 18  | Nicaragua                                | 16. Nov. 1988        | Mittelamerika    | ja                  | [ 9 ] [ 10 ]         |
| 19  | Pakistan                                 | 16. Nov. 1988        | Asien            | nein                | [ 9 ] [ 10 ]         |
| 20  | Katar                                    | 16. Nov. 1988        | Asien            | ja                  | [ 9 ] [ 10 ]         |
| 21  | Saudi-Arabien                            | 16. Nov. 1988        | Asien            | nein                | [ 9 ] [ 10 ]         |
| 22  | Vereinigte Arabische Emirate             | 16. Nov. 1988        | Asien            | ja                  | [ 9 ] [ 10 ]         |
| 23  | Serbien (als Jugoslawien)                | 16. Nov. 1988        | Europa           | ja                  | [ 9 ] [ 10 ]         |
| 24  | Sambia                                   | 16. Nov. 1988        | Afrika           | ja                  | [ 9 ] [ 10 ]         |
| 25  | Indonesien                               | 16. Nov. 1988        | Asien            | nein                | [ 11 ] [ 10 ]        |
| 26  | Albanien                                 | 17. Nov. 1988        | Europa           | ja                  | [ 9 ] [ 10 ]         |
| 27  | Brunei                                   | 17. Nov. 1988        | Asien            | ja                  | [ 9 ] [ 10 ]         |
| 28  | Dschibuti                                | 17. Nov. 1988        | Afrika           | ja                  | [ 9 ] [ 10 ]         |
| 29  | Mauritius                                | 17. Nov. 1988        | Afrika           | ja                  | [ 9 ] [ 10 ]         |
| 30  | Sudan                                    | 17. Nov. 1988        | Afrika           | ja                  | [ 9 ] [ 10 ]         |
| 31  | Zypern                                   | 18. Nov. 1988        | Eurasien         | ja                  | [ 9 ] [ 10 ]         |
| 32  | Slowakei (als Tschechoslowakei)          | 18. Nov. 1988        | Europa           | ja                  | [ 9 ]                |
| 33  | Tschechien (als Tschechoslowakei)        | 18. Nov. 1988        | Europa           | ja                  | [ 9 ]                |
| 34  | Ägypten                                  | 18. Nov. 1988        | Nordafrika       | ja                  | [ 9 ] [ 10 ]         |
| 35  | Indien                                   | 18. Nov. 1988        | Asien            | ja                  | [ 9 ] [ 10 ]         |
| 36  | Nigeria                                  | 18. Nov. 1988        | Afrika           | ja                  | [ 9 ]                |
| 37  | Seychellen                               | 18. Nov. 1988        | Afrika           | ja                  | [ 9 ] [ 10 ]         |
| 38  | Sri Lanka                                | 18. Nov. 1988        | Asien            | ja                  | [ 9 ] [ 10 ]         |
| 39  | Russland (als Sowjetunion)               | 18. Nov. 1988        | Eurasien         | ja                  | [ 12 ] [ 10 ]        |
| 40  | Gambia                                   | 18. Nov. 1988        | Afrika           | ja                  | [ 12 ] [ 10 ]        |
| 41  | Belarus (als Belarussische SSR)          | 19. Nov. 1988        | Europa           | ja                  | [ 9 ] [ 10 ]         |
| 42  | Guinea                                   | 19. Nov. 1988        | Afrika           | ja                  | [ 9 ] [ 10 ]         |
| 43  | Namibia                                  | 19. Nov. 1988        | Afrika           | ja                  | [ 9 ] [ 10 ]         |
| 44  | Ukraine (als Ukrainische SSR)            | 19. Nov. 1988        | Europa           | ja                  | [ 9 ] [ 10 ]         |
| 45  | Vietnam                                  | 19. Nov. 1988        | Asien            | ja                  | [ 9 ] [ 10 ]         |
| 46  | Volksrepublik China                      | 20. Nov. 1988        | Asien            | ja                  | [ 9 ] [ 10 ]         |
| 47  | Burkina Faso                             | 21. Nov. 1988        | Afrika           | ja                  | [ 9 ] [ 10 ]         |
| 48  | Komoren                                  | 21. Nov. 1988        | Afrika           | ja                  | [ 9 ] [ 10 ]         |
| 49  | Guinea-Bissau                            | 21. Nov. 1988        | Afrika           | ja                  | [ 9 ] [ 10 ]         |
| 50  | Mali                                     | 21. Nov. 1988        | Afrika           | ja                  | [ 9 ] [ 10 ]         |
| 51  | Kambodscha                               | 21. Nov. 1988        | Asien            | ja                  | [ 9 ] [ 10 ]         |
| 52  | Mongolei                                 | 22. Nov. 1988        | Asien            | ja                  | [ 9 ] [ 10 ]         |
| 53  | Senegal                                  | 22. Nov. 1988        | Afrika           | ja                  | [ 9 ] [ 10 ]         |
| 54  | Ungarn                                   | 23. Nov. 1988        | Europa           | ja                  | [ 9 ] [ 10 ]         |
| 55  | Kap Verde                                | 24. Nov. 1988        | Afrika           | ja                  | [ 9 ] [ 10 ]         |
| 56  | Nordkorea                                | 24. Nov. 1988        | Asien            | nein                | [ 9 ] [ 10 ]         |
| 57  | Niger                                    | 24. Nov. 1988        | Afrika           | ja                  | [ 9 ] [ 10 ]         |
| 58  | Rumänien                                 | 24. Nov. 1988        | Europa           | ja                  | [ 9 ] [ 10 ]         |
| 59  | Tansania                                 | 24. Nov. 1988        | Afrika           | ja                  | [ 9 ] [ 10 ]         |
| 60  | Bulgarien                                | 25. Nov. 1988        | Europa           | ja                  | [ 9 ] [ 10 ]         |
| 61  | Malediven                                | 28. Nov. 1988        | Asien            | ja                  | [ 9 ] [ 10 ]         |
| 62  | Ghana                                    | 29. Nov. 1988        | Afrika           | ja                  | [ 9 ] [ 10 ]         |
| 63  | Togo                                     | 29. Nov. 1988        | Afrika           | ja                  | [ 9 ] [ 10 ]         |
| 64  | Simbabwe                                 | 29. Nov. 1988        | Afrika           | ja                  | [ 9 ] [ 10 ]         |
| 65  | Tschad                                   | 1. Dez. 1988         | Afrika           | nein                | [ 9 ] [ 10 ]         |
| 66  | Laos                                     | 2. Dez. 1988         | Asien            | ja                  | [ 9 ] [ 10 ]         |
| 67  | Sierra Leone                             | 3. Dez. 1988         | Afrika           | ja                  | [ 9 ] [ 10 ]         |
| 68  | Uganda                                   | 3. Dez. 1988         | Afrika           | ja                  | [ 9 ] [ 10 ]         |
| 69  | Republik Kongo                           | 5. Dez. 1988         | Afrika           | ja                  | [ 9 ] [ 10 ]         |
| 70  | Angola                                   | 6. Dez. 1988         | Afrika           | ja                  | [ 9 ] [ 10 ]         |
| 71  | Mosambik                                 | 8. Dez. 1988         | Afrika           | ja                  | [ 9 ] [ 10 ]         |
| 72  | São Tomé und Príncipe                    | 10. Dez. 1988        | Afrika           | ja                  | [ 9 ] [ 10 ]         |
| 73  | Demokratische Republik Kongo (als Zaire) | 10. Dez. 1988        | Afrika           | ja                  | [ 9 ] [ 10 ]         |
| 74  | Gabun                                    | 12. Dez. 1988        | Afrika           | ja                  | [ 9 ] [ 10 ]         |
| 75  | Oman                                     | 13. Dez. 1988        | Asien            | ja                  | [ 9 ] [ 10 ]         |
| 76  | Polen                                    | 14. Dez. 1988        | Europa           | ja                  | [ 9 ] [ 10 ] [ 13 ]  |
| 77  | Botswana                                 | 19. Dez. 1988        | Afrika           | ja                  | [ 9 ] [ 10 ]         |
| 78  | Nepal                                    | 19. Nov. 1988        | Asien            | ja                  | [ 9 ] [ 10 ]         |
| 79  | Burundi                                  | 22. Dez. 1988        | Afrika           | ja                  | [ 9 ] [ 10 ]         |
| 80  | Zentralafrikanische Republik             | 23. Dez. 1988        | Afrika           | ja                  | [ 9 ] [ 10 ]         |
| 81  | Bhutan                                   | 25. Dez. 1988        | Asien            | ja                  | [ 9 ] [ 10 ]         |
| 82  | Ruanda                                   | 2. Jan. 1989         | Afrika           | ja                  | [ 9 ] [ 10 ]         |
| 83  | Äthiopien                                | 4. Feb. 1989         | Afrika           | ja                  | [ 9 ] [ 10 ]         |
| 84  | Iran                                     | 4. Feb. 1989         | Asien            | nein                | [ 9 ] [ 10 ]         |
| 85  | Benin                                    | 1989                 | Afrika           | ja                  | [ 9 ] [ 10 ]         |
| 86  | Äquatorialguinea                         | 1989                 | Afrika           | ja                  | [ 9 ] [ 10 ]         |
| 87  | Kenia                                    | 1989                 | Afrika           | ja                  | [ 9 ]                |
| 88  | Vanuatu                                  | 21. Aug. 1989        | Ozeanien         | ja                  | [ 14 ] [ 10 ]        |
| 89  | Philippinen                              | Sep. 1989            | Asien            | ja                  | [ 15 ] [ 16 ] [ 10 ] |
| 90  | Eswatini (als Swasiland)                 | 1991                 | Afrika           | ja                  | [ 10 ]               |
| 91  | Kasachstan                               | 6. Apr. 1992         | Eurasien         | ja                  | [ 17 ]               |
| 92  | Aserbaidschan                            | 15. Apr. 1992        | Kaukasus         | ja                  | [ 18 ]               |
| 93  | Georgien                                 | 25. Apr. 1992        | Kaukasus         | ja                  | [ 19 ]               |
| 94  | Bosnien und Herzegowina                  | 27. Mai 1992         | Europa           | ja                  | [ 20 ]               |
| 95  | Tadschikistan                            | 2. Apr. 1994         | Asien            | ja                  | [ 21 ]               |
| 96  | Usbekistan                               | 25. Sep. 1994        | Asien            | ja                  | [ 22 ]               |
| 97  | Südafrika                                | 15. Feb. 1995        | Afrika           | ja                  | [ 23 ]               |
| 98  | Kirgisistan                              | Nov. 1995            | Asien            | ja                  | [ 24 ]               |
| 99  | Malawi                                   | 23. Okt. 1998        | Afrika           | ja                  | [ 25 ]               |
| 100 | Osttimor                                 | 1. März 2004         | Asien            | ja                  | [ 26 ]               |
| 101 | Papua-Neuguinea                          | 4. Okt. 2004         | Ozeanien         | ja                  | [ 27 ]               |
| 102 | Turkmenistan                             | 2004                 | Asien            | ja                  | [ 28 ]               |
| 103 | Paraguay                                 | 25. März 2005        | Südamerika       | ja                  | [ 29 ]               |
| 104 | Montenegro                               | 24. Juli 2006        | Europa           | ja                  | [ 30 ]               |
| 105 | Costa Rica                               | 5. Feb. 2008         | Mittelamerika    | ja                  | [ 31 ] [ 32 ]        |
| 106 | Libanon                                  | 30. Nov. 2008        | Asien            | nein                | [ 33 ]               |
| 107 | Elfenbeinküste                           | 2008                 | Afrika           | ja                  |                      |
| 108 | Venezuela                                | 27. Apr. 2009        | Südamerika       | ja                  | [ 34 ]               |
| 109 | Dominikanische Republik                  | 14. Juli 2009        | Karibik          | ja                  | [ 35 ]               |
| 110 | Brasilien                                | 1. Dez. 2010         | Südamerika       | ja                  | [ 36 ]               |
| 111 | Argentinien                              | 6. Dez. 2010         | Südamerika       | ja                  | [ 37 ]               |
| 112 | Bolivien                                 | 22. Dez. 2010        | Südamerika       | ja                  | [ 38 ]               |
| 113 | Ecuador                                  | 24. Dez. 2010        | Südamerika       | ja                  | [ 39 ]               |
| 114 | Chile                                    | 7. Jan. 2011         | Südamerika       | ja                  | [ 40 ]               |
| 115 | Guyana                                   | 13. Jan. 2011        | Südamerika       | ja                  | [ 41 ]               |
| 116 | Peru                                     | 24. Jan. 2011        | Südamerika       | ja                  | [ 42 ]               |
| 117 | Suriname                                 | 1. Feb. 2011         | Südamerika       | ja                  | [ 43 ]               |
| 118 | Uruguay                                  | 15. März 2011        | Südamerika       | ja                  | [ 44 ]               |
| 119 | Lesotho                                  | 6. Juni 2011         | Afrika           | ja                  | [ 45 ]               |
| 120 | Südsudan                                 | 14. Juli 2011        | Afrika           | ja                  | [ 46 ] [ 47 ]        |
| 121 | Syrien                                   | 18. Juli 2011        | Asien            | nein                | [ 48 ]               |
| 122 | Liberia                                  | Juli 2011            | Afrika           | ja                  | [ 49 ]               |
| 123 | El Salvador                              | 25. Aug. 2011        | Mittelamerika    | ja                  | [ 50 ]               |
| 124 | Honduras                                 | 26. Aug. 2011        | Mittelamerika    | ja                  |                      |
| 125 | St. Vincent und die Grenadinen           | 29. Aug. 2011        | Karibik          | ja                  | [ 51 ]               |
| 126 | Belize                                   | 9. Sep. 2011         | Mittelamerika    | ja                  | [ 52 ]               |
| 127 | Dominica                                 | 14. Sep. 2011        | Karibik          | ja                  | [ 53 ]               |
| 128 | Antigua und Barbuda                      | 22. Sep. 2011        | Karibik          | ja                  | [ 9 ]                |
| 129 | Island                                   | 15. Dez. 2011        | Europa           | ja                  | [ 54 ]               |
| 130 | Thailand                                 | 18. Jan. 2012        | Asien            | ja                  | [ 55 ]               |
| 131 | Guatemala                                | 9. Apr. 2013         | Mittelamerika    | ja                  | [ 56 ]               |
| 132 | Grenada                                  | 2012 / 27. Sep. 2013 | Karibik          | ja                  | [ 57 ] [ 58 ]        |
| 133 | Haiti                                    | 27. Sep. 2013        | Karibik          | ja                  | [ 58 ]               |
| 134 | Schweden                                 | 30. Okt. 2014        | Europa           | ja                  | [ 59 ]               |
| 135 | St. Lucia                                | 14. Sep. 2015        | Karibik          | ja                  | [ 60 ]               |
| 136 | Kolumbien                                | 8. Aug. 2018         | Südamerika       | ja                  | [ 61 ]               |
| 137 | St. Kitts und Nevis                      | 30. Juli 2019        | Karibik          | ja                  | [ 62 ]               |
| 138 | Barbados                                 | 19. Apr. 2024        | Karibik          | ja                  | [ 63 ]               |
| 139 | Jamaika                                  | 24. Apr. 2024        | Karibik          | ja                  | [ 64 ]               |
| 140 | Trinidad und Tobago                      | 2. Mai 2024          | Karibik          | ja                  | [ 65 ]               |
| 141 | Bahamas                                  | 7. Mai 2024          | Karibik          | ja                  | [ 66 ]               |
| 142 | Norwegen                                 | 28. Mai 2024         | Europa           | ja                  | [ 67 ]               |
| 143 | Spanien                                  | 28. Mai 2024         | Europa           | ja                  | [ 67 ]               |
| 144 | Irland                                   | 28. Mai 2024         | Europa           | ja                  | [ 68 ]               |
| 145 | Slowenien                                | 4. Juni 2024         | Europa           | ja                  | [ 69 ]               |
| 146 | Armenien                                 | 21. Juni 2024        | Kaukasus         | ja                  | [ 70 ]               |
| 147 | Mexiko                                   | 20. März 2025        | Mittelamerika    | ja                  | [ 71 ]               |

### Durch UN-Nichtmitgliedstaaten
Der  Heilige Stuhl, der bei der Generalversammlung der Vereinten Nationen Beobachterstatus besitzt, verwendet seit Januar 2013 die Bezeichnung „Staat Palästina“ in Dokumenten und führt seit Abschluss des Konkordats im Januar 2016 seine diplomatischen Beziehungen mit dem Staat Palästina anstelle der PLO fort. Zu Israel werden seit 1993 diplomatische Beziehungen gepflegt.
Die  Westsahara, welche kein Mitglied der Vereinten Nationen ist und von der Mehrzahl der UN-Mitgliedsstaaten nicht anerkannt wird, erkennt den Staat Palästina ebenfalls an.

### Durch ehemalige Staaten
Der Staat Palästina war von mehreren inzwischen nicht mehr bestehenden oder umbenannten Staaten (u. a.  Nordjemen und  Südjemen,  Jugoslawien,  Sowjetunion,  Tschechoslowakei,  Zaire) anerkannt; teilweise erkennen auch die entsprechenden Nachfolgestaaten den Staat Palästina an (zum Beispiel Serbien und Russland, aber nicht Kroatien und die baltischen Staaten). Auch die  Deutsche Demokratische Republik hatte am 18. November 1988 ihre Anerkennung ausgesprochen.

## Nichtanerkennung
Insbesondere Staaten aus Europa, Nordamerika und Australien/Ozeanien verweigern bislang dem Staat Palästina die Anerkennung.

### Durch UN-Mitgliedstaaten
Folgende 46 Mitgliedstaaten der Vereinten Nationen haben Palästina bisher nicht als Staat anerkannt.
Europa:
- Andorra
- Belgien
- Dänemark 1
- Deutschland[79][80]
- Estland
- Finnland
- Frankreich 1
- Griechenland
- Italien
- Kroatien
- Lettland
- Liechtenstein
- Litauen
- Luxemburg
- Malta
- Moldau
- Monaco
- Nordmazedonien
- Niederlande 1
- Österreich
- Portugal
- San Marino
- Schweiz
- Vereinigtes Königreich 1

Weitere Staaten:
- Australien
- Eritrea
- Fidschi
- Israel
- Japan
- Kamerun
- Kanada
- Kiribati
- Marshallinseln
- Mikronesien
- Myanmar
- Nauru
- Neuseeland
- Palau
- Panama
- Salomonen
- Samoa
- Singapur
- Südkorea
- Tonga
- Tuvalu
- Vereinigte Staaten 1

### Durch UN-Nichtmitgliedstaaten
- Cookinseln
- Kosovo
- Niue
- Republik China (Taiwan)

### Anerkennungsempfehlungen und -ankündigungen
Unter anderem im Vereinigten Königreich, Frankreich, und Portugal wurden 2014 von den Parlamenten Anerkennungsempfehlungen ausgesprochen, denen die jeweiligen Regierungen zunächst nicht folgten. Das EU-Parlament erklärte im Dezember 2014, dass es die Anerkennung durch Mitgliedsstaaten „in Verbindung mit fortgesetzten Friedensverhandlungen“ unterstütze.
Im Juli 2025 kündigte Frankreichs Präsident Emmanuel Macron an, dass Frankreich Palästina im Rahmen der Generalversammlung der Vereinten Nationen im September 2025 als Staat offiziell anerkennen werde. Wenige Tage später verkündete auch der Premierminister des Vereinigten Königreichs Keir Starmer im September eine Anerkennung anzustreben, falls Israel nicht mehrere Zugeständnisse mache, darunter einen Waffenstillstand und einem Friedensprozess der in einer Zweistaaten-Lösung mündet. Auch Malta, Kanada sowie Portugal haben in der gleichen Woche angekündigt den Staat Palästina im September im Rahmen der UN-Generalversammlung anzuerkennen. Im August 2025 gab auch die Regierung von Australien bekannt, Palästina im September 2025, bei der UN-Generalversammlung, anzuerkennen. Die Regierung von Neuseeland erklärte im selben Monat, eine Anerkennung bei derselben Generalversammlung zu erwägen.

## Reaktion Israels auf Anerkennung Palästinas
Israel zog mitunter seine Botschafter aus jenen Staaten zurück, die bekanntgaben, Palästina anzuerkennen.
Am 18. Juli 2024 verabschiedete das israelische Parlament eine Resolution gegen die Anerkennung Palästinas. Laut der Resolution würde ein palästinensischer Staat „eine existenzielle Bedrohung für den Staat Israel und seine Bürger darstellen.“ Am 28. Mai 2024, also wenige Wochen zuvor, hatten Norwegen, Spanien und Irland den Staat Palästina anerkannt.